# Theodosius-Forum

Lage des Theodosiusforums in Konstantinopel

Das Theodosius-Forum (Φόρο του Θεοδοσίου, Forum Theodosii), ursprünglich Forum Tauri (Φόρο του Ταύρου) genannt, war eine Platzanlage in der byzantinischen Hauptstadt Konstantinopel, etwa an der Stelle des Beyazıt-Platzes im heutigen Istanbul.

## Geschichte
Ursprünglich wurde es von Kaiser Konstantin I. bei der Anlage der neuen Hauptstadt Konstantinopel unter dem Namen Forum Tauri errichtet. Kaiser Theodosius I. erneuerte die Anlage und weihte sie im Jahr 393 n. Chr. neu ein. Im Anschluss wurde die Platzanlage nach ihm benannt. 1927/28 wurde das Theodosius-Forum bei Straßenbauarbeiten wiederentdeckt, 1957/58 weitere Funde gemacht.

## Lage

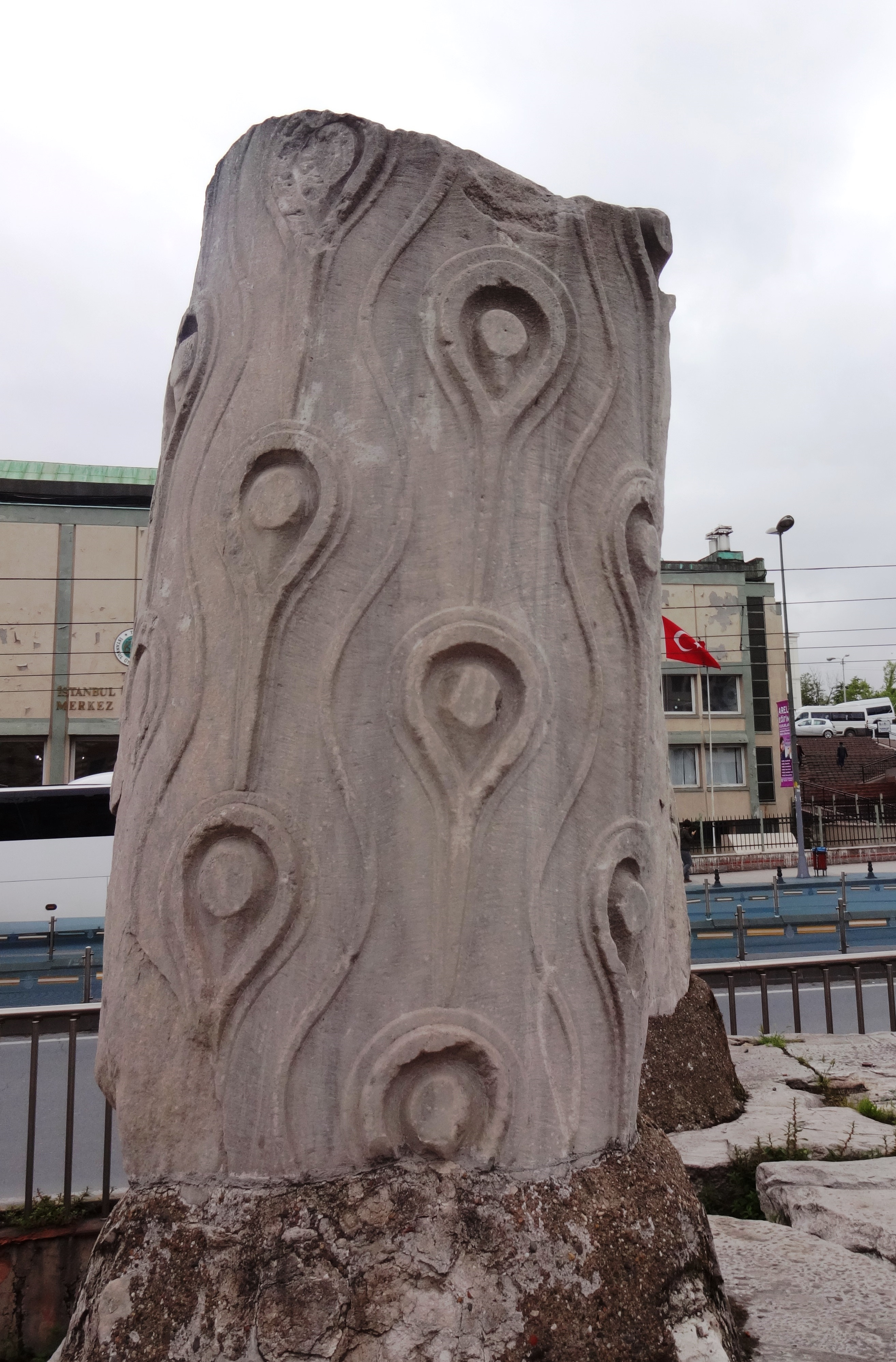
Säulenfragment des Theodosiusbogens

Gefunden wurden am westlichen Rand des Forums Reste eines Triumphbogens, unter anderem Postamente und Säulenfragmente, der einen der beiden Zugänge des Forums bildete. Man erreichte ihn über die Mese, die antike Hauptstraße Konstantinopels, heute die Yeniçeriler Caddesi ca. 100 m östlich des Gebäudes der Philosophischen Fakultät der Universität Istanbul. Einzelne Bauteile des Bogens wurden beim Ausbau der Yerebatan-Zisterne unter Kaiser Justinian I. zweitverwendet. Im Zentrum der Platzanlage stand die bereits 386 n. Chr. errichtete Theodosius-Säule, die wie der Bogen den gemeinsamen Triumph des Theodosius mit seinem Sohn Arcadius feierte. Im Rahmen von Fundamentierungsarbeiten im Bereich der Universität wurden Reste dreier Basiliken freigelegt, von denen eine aus der Zeit Justinians I. stammt.

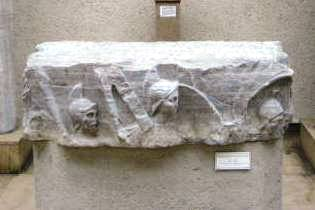
Basisfragment der Theodosius-Säule